# Josip Grašić
Josip Grašić (Križi kod Tržiča, 4. ožujka 1863. – Spodnji Brnik kraj Kranja, 6. svibnja 1949.), slovensko-hrvatski katolički svećenik, hrvatski preporoditelj u Istri, istaknuti svećenik Hrvatskoga katoličkog pokreta.

## Životopis
Rodio se u Križima kod Tržiča 4. ožujka 1863. Završio je gimnaziju u Ljubljani i studij teologije u Gorici. Za svećenika je zaređen 1885. godine. Službovao je prvo u Gračišću i Pićnu, a od 1890. do 1929. u Beramu.
Pod njegovim vodstvom osnovano je 2. kolovoza 1910. Tiskovno društvo Supokretač je Istarske Danice u Trstu 1924. godine. Krajem Prvog svjetskog rata odnosno nakon što je 29. listopada 1918. proglašena Država Slovenaca, Hrvata i Srba u koju je spadala i Istra., Kurelić se našao u Narodnom vijeću Slovenaca, Hrvata i Srba, tijelu čije je Predsjedništvo u Zagrebu bilo najviša vlast u toj državi. Bio je važni član Matice hrvatske.